# Подберезье (Сычёвский район)
Подберезье — деревня в Сычёвском районе Смоленской области России. Входит в состав Субботниковского сельского поселения. Население — По состоянию на 2011 год постоянного населения не имеет. 
Расположена в северо-восточной части области в 11 км к северо-востоку от Сычёвки, в 9 км восточнее автодороги Р134 «Старая Смоленская дорога» Смоленск — Дорогобуж — Вязьма — Зубцов. В 12 км юго-западнее деревни расположена железнодорожная станция Сычёвка на линии Вязьма — Ржев.

## История
В годы Великой Отечественной войны деревня была оккупирована гитлеровскими войсками в октябре 1941 года, освобождена в марте 1943 года.